# Федерация хоккея Великобритании
Федерация хоккея Великобритании (англ. Ice Hockey UK, IHUK) — организация, которая занимается проведением на территории Великобритании соревнований по хоккею с шайбой. Основана в мае 1908 года, член ИИХФ с 19 ноября 1908 года. Великобритания — одна из 4 стран, присутствовавших на учредительном собрании ИИХФ. Вместе с федерацией Великобритании действуют также Английская и Шотландская хоккейные федерации.

## История
Великобритания первой из стран Европы начала интенсивно развивать хоккей с шайбой. Первый европейский хоккейный матч состоялся в 1885 году в Санкт-Морице (Швейцария) между командами Оксфордского и Кембриджского университетов. Теперь эти команды традиционно встречаются раз в год.
В 1895 году в Англии и Шотландии было уже 5 хоккейных команд. В 1897 году в Лондоне организован «Лондон Принс Клуб», основу которого составили студенты из Канады. Этот клуб в 1910 году стал под флагом Великобритании первым чемпионом Европы.
В 1903 году в Лондоне был построен первый на Европейском континенте каток с искусственным льдом и прошел первый в Европе национальный чемпионат, который выиграл клуб «Лондон Канадиенс». Развивался хоккей и в Шотландии. В 1908 году в Глазго состоялся первый хоккейный матч, а в 1909 году создана Шотландская хоккейная федерация. В 1914 году 5 клубов организовали федерацию хоккея Великобритании, которая проводила чемпионаты страны среди любителей.
В 1934 году в Великобритании была образована Английская национальная лига, которая не подчинялась федерации, и объединила профессиональные и полупрофессиональные команды. В 1954 году (после вхождения двух лучших клубов второй по силе в стране Шотландской лиги) АНЛ была преобразована в Британскую хоккейную лигу (БХЛ).
В 1920—30-х годах сборная Великобритании была ведущей в европейском хоккее и одной из ведущих на мировой хоккейной сцене. Однако, к началу 1950-х годах Великобритания потеряла свои позиции, несмотря на то что в стране было немало сильных профессиональных клубов, которые состояли в основном из канадских хоккеистов. Немного позже по экономическим причинам эти клубы распались.

## Турниры
Система проведения чемпионата Великобритании (среди любителей) неоднократно менялась. Менялась и структура соревнований. Первый чемпионат АНЛ—БХЛ (но не Великобритании) состоялся в 1934/35 годах. Чемпионами лиги были: «Гросвенер Хауз» — 1935, «Уэмбли Лайонз» — 1936, 1937, 1952, 1957, «Харрикейн Рейсерз» — 1938, 1949 и 1955, «Брайтон Тайгерз» — 1947, 1948 и 1958, «Стритхем Роялз» — 1950, 1953 и 1960, «Ноттингем Пантерс» — 1951, 1954 и 1956, «Пейсли Пайретс» — 1959.
Другим официальным соревнованием лиги был Осенний Кубок (с 1946 года — Кубок Англии, а с 1954 — Кубок Британии). Кубковые турниры проводились в начале очередного сезона по олимпийской системе (первый победитель — «Брайтон Тайгерз»). Обладателями кубка были «Уэмбли Лайонз» — 6 раз, «Харрикейн Рейсерз» — 5 и «Брайтон Тайгерз» — 4 раза.
С 1961 по 1982 год чемпионаты Британской лиги не проводились (в 1968 году БХЛ было официально распущено).
В 1972—1974 годах по инициативе Джона Ахерна была сделана попытка возродить профессиональный хоккей: создана команда «Лондон Лайонз» (фарм-клуб команды НХЛ «Детройт Ред-Уингс», куда были приглашены канадские и шведские хоккеисты (в том числе Ульф Стернер)). Однако вскоре команда была распущена.
В 1982 году лига была возрождена, её победитель стал получать официальный титул чемпиона Великобритании. Победителями были: 1983 — «Данди Рокетс» — 1982—1984; «Файф Флайерс» — 1985; «Моррейфилд Рейсерз» — 1986; «Дархем Воспс» — 1987, 1988, 1991 и 1992; «Ноттингем Пантерс» — 1989; «Кардифф Девилз» — 1990, 1993, 1994 и 1999; «Шеффилд Стилерс» — 1995—1997, 2001, 2002 и 2004; «Эйр Скоттиш Иглз» — 1998; «Лондон Найтс» — 2000; «Белфаст Бриллиант» — 2003.

## Национальная сборная
Сборная Великобритании первый матч на чемпионате Европы провела 18 января 1910 года в городе Монтрё со сборной Германии (1:0). Сборная Великобритании — чемпион Европы 1910 и 1936—1939 годов, чемпион мира 1936 года, чемпион зимних Олимпийских игр 1936 года.

## Ссылка
- Официальный сайт (англ.)
- Великобритания на ИИХФ (англ.)